# Scott megye (Mississippi)
Scott megye az Amerikai Egyesült Államokban, azon belül Mississippi államban található. Megyeszékhelye és legnagyobb városa Forest. Lakosainak száma 27 990 fő (2020. április 1.). Scott megye Leake, Smith, Newton, Rankin, Madison és Jasper megyékkel határos.

## Népesség
A megye népességének változása:
| Lakosok száma | 28 315 | 28 324 | 28 260 | 28 273 | 28 265 | 27 990 |
|               | 2010   | 2011   | 2012   | 2013   | 2015   | 2020   |